# Dm-crypt
dm-crypt是Linux内核2.6及以后後繼版本和DragonFly BSD中的一个磁盘加密系统。与它的前身Cryptoloop不同，dm-crypt可以避免水印攻击。除此之外，dm-crypt解决了cryptoloop的一些可靠性问题。
一些Linux发行版支持在根文件系统上使用dm-crypt。这些发行版使用Initrd来提示用户在控制台输入密码。